# Yao Fen
Yao Fen (2 de janeiro de 167) é uma ex-jogadora de badminton chinesa. medalhista olímpica, especialista em duplas.

## Carreira
Yao Fen representou seu país nos Jogos Olímpicos de Verão de 1992, conquistando a medalha de bronze, nas duplas em 1992 com Lin Yanfen.